# محدودیت اعتبار
محدودیت اعتبار (انگلیسی: Credit limit) حداکثر مقدار اعتباری که یک موسسه مالی، بانک یا سایر شرکت‌های وام دهنده، برای یک مشتری قائل خواهد شد، اطلاق می‌گردد. هر چه میزان محدودیت اعتبار بیشتر باشد، نشان از توانایی بالاتر مشتری (فرد یا شرکت) مورد نظر، در بازپرداخت بدهی را دارد، گرچه میزان محدودیت اعتباری بستگی به فاکتورهای فراوانی دارد، که انجام آن‌ها به افزایش خط اعتباری می‌انجامد. نمونه‌ای از کاربرد محدودیت اعتبار در کارت‌های اعتباری می‌باشد، که بانک یا شرکت صادر کننده کارت مورد نظر، بر پایه میزان محدودیت اعتبار دارنده کارت، مشخص خواهد کرد، که او به چه میزان قادر خواهد بود در یک بار تراکنش از کارت استفاده نماید.